# Kusala sagittata
Kusala sagittata är en insektsart som beskrevs av Irena Dworakowska 1981. Kusala sagittata ingår i släktet Kusala och familjen dvärgstritar. Inga underarter finns listade i Catalogue of Life.